# Pandemonium (romanzo)
(Pandemonium)
Pandemonium è il romanzo d'esordio dello scrittore statunitense Daryl Gregory. La prima edizione in lingua originale è del 2008, mentre la prima edizione in italiano è del 2010.

## Trama
Kansas, 1944. Il dodicenne sensitivo Bobby Noon cade da un ponte rimanendo paralizzato. Il pericolo di morte che ha corso ha fatto sì che Bobby aprisse le porte del mondo reale a tutta una serie di personaggi che albergavano nella sua mente: da quel momento questi personaggi, dei veri e propri demoni, cominciano a vagare sulla terra impossessandosi dei corpi delle persone e facendo loro compiere crimini di vario genere.
Arrivati nel XXI secolo, la possessione da parte dei demòni è oramai un fatto comunemente accettato e combattuto dai governi, dai religiosi, dagli psicologi e da misteriose organizzazioni paramilitari come la Lega Umana.
Del Pierce, trentenne di Chicago, scopre che Hellion, il dispettoso demone bambino, è rimasto bloccato all'interno della sua mente dopo averlo posseduto quando aveva appena sei anni. Con l'aiuto di Mariette O'Connell, una suora irlandese, Del scopre che Bobby Noon è ancora vivo, relegato immobile come un vegetale in un letto d'ospedale in Kansas. Del pensa che uccidendo Bobby anche i demòni scaturiti dalla sua mente cesseranno di esistere, liberandolo per sempre dalla presenza di Hellion nella sua testa.
Con l'insperato aiuto di Piccolo Angelo, il demonio che s'impossessa solo dei corpi di bambine bionde, Del riesce a porre fine all'esistenza del vecchio Bobby Noon, ma la morte di Bobby non sortisce gli effetti sperati: i demòni liberati nel lontano 1944 non cessano infatti di esistere, tantomeno Hellion, che però riesce a uscire finalmente dalla mente di Del. La liberazione da Hellion ha però una tragica conseguenza per Del: essendo cresciuto con quell'entità nella sua mente, Del è infatti oramai divenuto un tutt'uno con il demonio, la cui fuoriuscita fa regredire Del all'età della prima possessione, ossia sei anni. Del è così costretto a vivere la sua vita con la mente di un bambino intrappolata nel corpo di un uomo adulto.

## Riconoscimenti
Pandemonium ha vinto il Crawford Award nel 2009 ed è stato finalista al World Fantasy Awards, allo Shyrley Jackson Awards, al Locus Awards e al Mythopoeic Awards.

## Edizioni
- Daryl Gregory, Pandemonium, traduzione di Cristina Genovese, I, Fanucci, 2010,  p. 327, ISBN 978-88-347-1652-6.